# Fyrkantsvåg

Approximation av en fyrkantsvåg med en fourierserie

En fyrkantsvåg eller fyrkantvåg är en vågform som periodiskt växlar mellan två bestämda spänningsnivåer. En perfekt fyrkantsvåg finns bara i teorin eftersom den skulle innebära att spänningen stiger eller sjunker oändligt snabbt mellan de båda lägena, vilket är fysiskt omöjligt, det vill säga strider mot de fysikaliska lagarna. Ljudet från en approximerad fyrkantsvåg som spelas upp upplevs av de flesta som hårt och lite obehagligt, inte helt olikt det ljud som uppstår då man blåser hårt i till exempel en trumpet.

## Fyrkantvågens Fourierserie
Fourierserien till en fyrkantsvåg med vinkelfrekvens {\displaystyle \omega } eller {\displaystyle 2\pi f} kan skrivas som
{\displaystyle {\frac {2}{\pi }}\sum _{n=1}^{\infty }{\frac {(1-(-1)^{n})\sin \omega nt}{n}}={\frac {4}{\pi }}(\sin \omega t+{\frac {1}{3}}\sin 3\omega t+{\frac {1}{5}}\sin 5\omega t+\dots )}
vilket alltså innebär en viktad summa av enbart udda toner (udda multiplar av {\displaystyle \omega }).

## Tillämpningar
Man använder ibland approximationer av fyrkantsvågor i överföring av växelström för att uppnå en optimal spänningsnivå. Dessutom används de för manchesterkodning för att föra över digitala signaler. Förmågan att återge en approximerad fyrkantsvåg har också använts som kriterium på god ljudåtergivning i musikanläggningar.